# Smlouva o zákazu jaderných zbraní
Smlouva o zákazu jaderných zbraní (též TPNW z anglického Treaty on the Prohibition of Nuclear Weapons) je první právně závaznou mezinárodní dohodou, která v úplnosti zakazuje jaderné zbraně, přičemž konečným cílem je jejich celkové odstranění. Byla přijata dne 7. července 2017, otevřena k podpisu dne 20. září 2017 a vstoupila v platnost dne 22. ledna 2021. Smlouva prošla hlasováním na Valném shromáždění OSN podle plánu dne 7. července se 122 hlasy pro, 1 proti (Nizozemsko) a oficiálně se zdržel hlasování Singapur.
Pro ty státy, které jsou jejími smluvními stranami, smlouva zakazuje vývoj, testování, výrobu, hromadění, rozmisťování, převádění, používání a hrozbu použití jaderných zbraní, jakož i asistenci a podporu zakázaných činností. Státům vyzbrojeným jadernými zbraněmi, které se připojují ke smlouvě, tato určuje časový rámec pro jednání vedoucí k ověřené a nevratné likvidaci jejich programů jaderných zbraní.

## Členské státy
Hlavní článek: Seznam účastníků Smlouvy o zákazu jaderných zbraní
Smluvními stranami Smlouvy o zákazu jaderných zbraní se může stát celkem 197 států, včetně všech 193 členských států OSN, Cookových ostrovů, Svaté stolice, států Palestina a Niue. Do července 2021 smlouvu ratifikovalo nebo k ní přistoupilo 55 států.
Ke dni 15. ledna 2024 smlouvu ratifikovalo nebo k ní přistoupilo 70 států, naposledy Srí Lanka a Svatý Tomáš a Princův ostrov. Blízko k ratifikaci má čtvrtá nejlidnatější země světa Indonésie, jejíž parlament 21. listopadu 2023 jednohlasně schválil ratifikaci smlouvy.
České Ministerstvo zahraničí upozornilo, že připojení k dohodě by bylo v rozporu se závazky Česka v NATO. O podpisu či dokonce ratifikaci úmluvy prý proto vláda neuvažuje.

## Postoje
Podle Mezinárodní kampaně za zrušení jaderných zbraní (ICAN), koalice nevládních organizací, patří mezi přední zastánce smlouvy o zákazu jaderných zbraní Irsko, Rakousko, Brazílie, Indonésie, Mexiko , Nigérie, Jižní Afrika a Thajsko.
Všech 54 afrických národů (všechny kromě jednoho buď podepsaly nebo ratifikovaly Pelindabskou smlouvu z roku 1996 o vytvoření zóny bez jaderných zbraní na kontinentu) a všech 33 národů Latinské Ameriky a Karibiku (již v r. zóna bez jaderných zbraní podle smlouvy z Tlatelolco z roku 1967) se přihlásilo ke společným regionálním postojům podporujícím smlouvu o zákazu. Jednání se zúčastnilo 10 národů Sdružení národů jihovýchodní Asie (ASEAN), které uzavřelo Smlouvu o zóně bez jaderných zbraní v jihovýchodní Asii, ale Singapur se hlasování zdržel.
Žádná jaderná velmoc však nevyjádřila smlouvě o zákazu podporu, dokonce řada z nich, včetně USA a Ruska, vyjádřila výslovný nesouhlas. Severní Korea byla jediným jaderným státem, který hlasoval pro zahájení jednání o zákazu. Mnoho nejaderných členů Severoatlantické aliance (NATO) spolu s Austrálií a Japonskem se také vymezuje vůči dohodě o zákazu, protože věří, že americké jaderné zbraně posilují jejich bezpečnost. Členové Severoatlantické aliance se při přijímání TPNW zdrželi hlasování. Několik z nich předložilo prohlášení, v němž tvrdí, že smlouva bude „neúčinná při odstraňování jaderných zbraní“ a místo toho požadují rozšířit implementaci článku VI Smlouvy o nešíření jaderných zbraní. Po přijetí smlouvy vydaly stálé mise Spojených států, Velké Británie a Francie společné prohlášení, v němž uvedly, že nemají v úmyslu smlouvu „podepsat, ratifikovat nebo se někdy stát jejím účastníkem“.
Na rozdíl od postavení vlád v řadě zemí několik nedávných průzkumů veřejného mínění - včetně Austrálie a Norska - prokázalo silnou podporu veřejnosti při vyjednávání o mezinárodním zákazu jaderných zbraní.

### Postoj ČR
Česká republika se v roce 2017 neúčastnila vyjednávání TPNW na půdě OSN v New Yorku a nehlasovala tak o jejím přijetí. V den zahájení vyjednávací konference se připojila ke Spojeným státům a několika dalším státům na protest proti procesu vytváření smlouvy.
V roce 2016 Česko hlasovalo proti rezoluci Valného shromáždění OSN, která stanovila formální mandát pro státy k zahájení jednání o „právně závazném nástroji k zákazu jaderných zbraní vedoucímu k jejich úplnému odstranění“.
Spojené státy v dokumentu zaslaném členům NATO před hlasováním „důrazně vybízely“ členy, včetně Česka, aby hlasovaly proti rezoluci, „ne se pouze se zdrželi hlasování“. Kromě toho uvedly, že pokud jednání o smlouvě začnou, měli by se spojenci a partneři „zdržet toho, aby se k nim připojily“. Dle dokumentu vypracovaného USA  by  "navrhovaná smlouva o zákazu a její základní prvky Spojeným státům bránily v používání jaderných nosičů k provádění zaručovacích jaderných misí pro spojence USA. To by snížilo schopnost USA ujišťovat spojence o závazku k jejich obraně a ovlivnilo by to naše vzájemné bezpečnostní závazky a spolupráci."

### Občanská společnost ve světě
ICAN je hlavním aktérem občanské společnosti, který spolupracuje s vládami na dosažení silné a účinné smlouvy o zákazu. V roce 2017 obdržela za svou práci Nobelovu cenu míru. Mezinárodní hnutí Červeného kříže a Červeného půlměsíce také prosazovalo dohodu o zákazu a odstranění jaderných zbraní
, přičemž doporučení pracovní skupiny OSN vyjednat zákaz v roce 2017 označilo za „potenciálně historické“
. Tisíce vědců z celého světa podepsaly otevřený dopis na podporu jednání.

Ve veřejném prohlášení z července 2017, které podpořilo více než 40 buddhistických, křesťanských, židovských a muslimských vůdců a skupin, vyzvala „společenství víry znepokojená jadernými zbraněmi“ k všeobecnému přijetí smlouvy. Na významné vatikánské konferenci v listopadu 2017, prvním velkém mezinárodním shromáždění pro odzbrojení po červencovém přijetí smlouvy, zaujal papež František více než jeho papežští předchůdci, když odsoudil držení jaderných zbraní a varoval, že politika jaderného zastrašování nabízí „... falešný pocit bezpečí."
Xanthe Hall (IPPNW a ICAN) uvedla, že lituje bojkotu smlouvy všemi jadernými mocnostmi a jejich spojenci. Připomněla, že Smlouva o zákazu protipěchotních min a Úmluva o zákazu kazetové munice byly uzavřeny bez států vlastnících takové zbraně, ale nakonec byly podepsány většinou států. Uvedla, že státy disponující jadernými zbraněmi blokují mnohostranná jednání o odzbrojení a místo toho modernizují své jaderné síly a zříkají se odpovědnosti podle článku VI Smlouvy o nešíření jaderných zbraní NPT. To by mohlo snížit závazek ostatních států k nešíření. Naproti tomu se TPNW zaměřila na novou dynamiku odzbrojení, která by NPT posílila.

V NATO Review Rühle uvedl, že podle zastánců bylo záměrem posílit článek VI Smlouvy o nešíření jaderných zbraní (NPT), který vyžaduje úsilí v dobré víře vyjednat účinná opatření v oblasti jaderného odzbrojení. Skeptici tvrdili, že by Smlouva o zákazu poškodila NPT.

Bývalý americký ministr obrany William Perry podpořil TPNW .

### Občanská společnost v ČR
Partnerskými organizacemi ICAN v ČR jsou:
- Svět bez válek a násilí (spolek)[31]
- Lékaři za bezpečný život na Zemi (česká sekce IPPNW, součást ČLS JEP, z.s.)[32]

Svět bez válek a násilí provádí aktivní kampaň za zákaz jaderných zbraní a vyvrací některé ve společnosti zakořeněné mýty o významu jaderného zbrojení.
Odborná společnost "Lékaři za bezpečný život na Zemi" je česká sekce mezinárodní lékařské organizace International Physicians for the Prevention of Nuclear War - IPPNW, nositele Nobelovy ceny za mír 1985 a Ceny UNESCO za výchovu k míru 1984.
Iniciativa NE základnám ČR z.s. pořádá petici žádající poslankyně a poslance o zařazení bodu ratifikace Smlouvy o zákazu jaderných zbraní do programu jednání Poslanecké sněmovny České republiky.
Činnost institutu PragueVision – Institut pro udržitelnou bezpečnost je zaměřena především na podporu světa bez jaderných zbraní jakožto bezpečného a udržitelného politického prostředí. PragueVision hledá a prosazuje účinné kroky k dosažení takového světa. PragueVision koordinuje "Parlamentní síť za nešíření a odstranění jaderných zbraní" PNND ve Střední Evropě.
Jan Kavan, bývalý český ministr zahraničí a bývalý předseda Valného shromáždění OSN, byl v roce 2020 mezi signatáři otevřeného dopisu vyzývajícího současné vůdce, aby „prokázali odvahu a smělost – a přidali se k [TPNW]“.

## Předchozí smlouvy
Smlouva o nešíření jaderných zbraní z roku 1970 stanovila, že se státy, které vlastní jaderné zbraně, zaváží k jadernému odzbrojení, zatímco státy, které nevlastní jaderné zbraně, se vzdají práva je vyrábět nebo je jinak získávat.
Jedním z dalších pokusů omezit vývoj jaderného arzenálu byla dohoda mezi Spojenými státy a Sovětským svazem. Smlouva o likvidaci raket středního a krátkého doletu z roku 1987 zakazovala výrobu, zkoušky a rozmisťování pozemních raket a střel s plochou dráhou letu s doletem od 500 do 5500 kilometrů a spolu s tím omezovala možnosti jaderných zbraní. Spojené státy a Rusko díky smlouvě INF podle oficiálních informací zlikvidovaly 2692 raket krátkého a středního doletu: 1846 z toho bylo sovětských a 846 amerických. Smlouvu USA vypověděly v roce 2019.
„Zbraně, které jsou zapovězeny mezinárodními smlouvami, jsou víc a víc vnímány jako nelegitimní,“ píše v prohlášení ICAN a připomíná zákaz biologických zbraní z roku 1972, chemických z roku 1993 či nášlapných min z roku 1997.